# Han Peng (football, 1983)
Pour les articles homonymes, voir Han Peng.
Dans ce nom chinois, le nom de famille, Han, précède le nom personnel.
Han Peng est un footballeur international chinois né le 13 septembre 1983 évoluant à Shandong Luneng (Chine).

## Palmarès
- Championnat de Chine : 2006 et 2008